# Delo noči
Delo noči (nemško Die Arbeit der Nacht) je roman avstrijskega pisatelja Thomasa Glavinica, ki je izšel avgusta 2006. V zgodbi avtor, ki pripoveduje v pretežno osebni pripovedni obliki, opiše dvomesečno zgodbo moškega, ki nekega jutra ugotovi, da je sam na celem svetu. 

## Vsebina
Jonas, 35-letni svetovalec za notranjo opremo, ki živi s svojo prijateljico Marijo v stanovanju v dvajsetem dunajskem okraju, Brigittenauer Lände, se nekega dne kot po navadi zjutraj odpravi v službo. Kmalu se sooči z nenavadnim dejstvom, da je očitno edini človek na svetu. Okoli njega ni nikogar, Dunaj je popolnoma brez ljudi. Njegova prva reakcija je zagrizeno iskanje ljudi, vendar ne le preko telefona, ampak tudi preko interneta ne more najti nikogar. Neprestano išče ljudi, zato se z avtom odpravi proti Nemčiji v upanju, da bo tam kaj našel. Kmalu ugotovi, da so tudi živali izginile, saj so živalski vrtovi prazni. Sklene, da bo povsod kamor bo šel puščal sledi. Tako na vseh dunajskih znamenitostih pusti sporočila z datumom in njegovo telefonsko številko. Tekom romana postane popolnoma obseden s puščanjem sledi po krajih, ki jih obišče. Kasneje sklene, da bo svoje dneve zapolnil z dejanji, ki niso osredotočena na iskanje drugih ljudi. Tako si ponovno prisvoji stanovanje, v katerem je odraščal s starši, se vozi z mopedom po istih poteh iz njegovega otroštva, nato postanejo njegova dejanja vse bolj bizarna. Začne postavljati kamere po Dunaju z namenom, da bi lahko naekrat opazoval čim več okolja hkrati. Opazuje tudi stene v njegovem domu v pričakovanju, da se bo karkoli zgodilo. Kmalu se začne snemati med spanjem. V slednjem delu je opisan kot neka druga oseba in ne kot Jonas. Razvijati se začneta dve osebnosti. Ko se Jonas prebudi se ne more spomniti stvari, ki so jih posnele kamere, kot na primer bizarno zastrašujoče zijanje v objektiv, ki se stopnjuje v nezavedno hojo po mestu, lov z nožem in podobnimi dejanji, po katerih se Jonas presenečen zbuja na neznanih mestih.
Proti koncu postane druga osebnost Jonasov nasprotnik in antagonist, ki ga skuša uničiti med spanjem. Poleg Jonasovega nenavadnega dvojnega življenja, se v zgodbi dogajajo tudi nerazložljive stvari, katere lahko proti koncu le delno logično razložimo, na primer zvonjenje telefona v Jonasovem stanovanju, ki je lahko razloženo le s tem, da je Jonas nezavedno klical samega sebe. Popolnoma nerazložljive so bizarne in grozljive scene, kot na primer vrsta plaščev na obešalnikih na podzemni postaji, dodana slika na steni v hiši ki jo je Jonas pred tem le enkrat obiskal. 
Po približno šestih tednih se Jonas odpravi v Veliko Britanijo, da bi našel kakršnekoli sledi o svoji prijateljici Marie, ki je bila tam nazadnje na obisku pri svoji sestri. Odloči se, da bo skozi predor pod Rokavskim prelivom prišel le z mopedom in peš. Med potovanjem se vname boj med njim in njegovo drugo osebnostjo, ki mu na vsak način preprečuje doseg cilja - Smalltown - na meji Anglije s Škotsko. Naposled najde Marijin kovček, ki ga odnese nazaj v Avstrijo, kar pa pusti na Jonasu močne posledice. Že med potovanjem domov začne delovati vse bolj pomirjen in odporen na njegov strah. Ko prispe na Dunaj se odpravi na svoj zadnji pohod skozi mesto, ki se konča v Štefanovi cerkvi. Tam se z Marijinim kovčkom v katerih so vse stvari, ki mu kaj pomenijo, vrže iz stolpa na tla. Med padanjem razmišlja Jonas o svojem življenju. Umre z mislimi na ljubezen.